# Ismael Ruiz
Ismael Ruiz Salmón, ps. Ismael (ur. 7 lipca 1977 w Santanderze) – hiszpański piłkarz grający na pozycji defensywnego pomocnika.

## Kariera klubowa
Karierę piłkarską Ismael rozpoczynał w klubie Rayo Cantabria. W 1992 roku został zawodnikiem Racingu Santander. W 1995 roku awansował do kadry pierwszego zespołu Racingu i 22 września 1995 roku zadebiutował w Primera División w zremisowanym 1:1 domowym meczu z Sevillą. Przez pierwsze dwa sezony występował głównie w rezerwach Racingu, a podstawowym zawodnikiem pierwszego zespołu stał się w sezonie 1998/1999. W sezonie 2000/2001 spadł z Racingiem do Segunda División, ale już w 2002 roku wrócił z nim do pierwszej ligi Hiszpanii. W Racingu grał do 2003 roku.
Latem 2003 Ismael przeszedł do występującej w Segunda División, Terrassy. W 2005 roku spadł z Terrassą do Segunda División B, a następnie odszedł z niej na wypożyczenie do Realu Oviedo. W 2006 roku wrócił do Terrassy, a w 2007 roku został piłkarzem klubu Benidorm CF. Po sezonie gry w nim zakończył karierę.
| Sezon   | Klub             | Kraj      | Rozgrywki          | Mecze | Bramki |
| ------- | ---------------- | --------- | ------------------ | ----- | ------ |
| 1995/96 | Racing Santander | Hiszpania | Primera División   | 7     | 0      |
| 1996/97 | Racing Santander | Hiszpania | Primera División   | 4     | 0      |
| 1997/98 | Racing Santander | Hiszpania | Primera División   | 19    | 1      |
| 1998/99 | Racing Santander | Hiszpania | Primera División   | 34    | 4      |
| 1999/00 | Racing Santander | Hiszpania | Primera División   | 20    | 1      |
| 2000/01 | Racing Santander | Hiszpania | Primera División   | 20    | 1      |
| 2001/02 | Racing Santander | Hiszpania | Segunda División   | 31    | 2      |
| 2002/03 | Racing Santander | Hiszpania | Primera División   | 25    | 1      |
| 2003/04 | Terrassa FC      | Hiszpania | Segunda División   | 32    | 2      |
| 2004/05 | Terrassa FC      | Hiszpania | Segunda División   | 0     | 0      |
| 2005/06 | Real Oviedo      | Hiszpania | Segunda División B | 26    | 0      |
| 2006/07 | Terrassa FC      | Hiszpania | Segunda División B | ?     | ?      |
| 2007/08 | Benidorm CF      | Hiszpania | Segunda División B | 17    | 0      |

## Kariera reprezentacyjna
W swojej karierze Ismael grał jedynie w młodzieżowych reprezentacjach Hiszpanii: U-18, U-20, U-21 i U-23. Z kadrą U-18 wywalczył mistrzostwo Europy w 1995 roku Z kadrą U-20 wystąpił w 1997 roku na młodzieżowych Mistrzostwach Świata 1997. Z kolei z kadrą U-23 zdobył srebrny medal Igrzysk Olimpijskich w Sydney.